# Małszycki

Podstawowa wersja herbu Małszycki

Małszycki, odmiana

Małszycki (Malschitke, Malschitz, Malschitzki, Malschitzky, Malszycki, Kokosz, Kokoschke, Kokoske, Kokoski) – kaszubski herb szlachecki, według Przemysława Pragerta odmiana herbu Leliwa lub Księżyc.

## Opis herbu
Herb występował przynajmniej w dwóch wariantach. Opisy z wykorzystaniem zasad blazonowania, zaproponowanych przez Alfreda Znamierowskiego:
Małszycki (Malschitke, Malschitz, Malschitzki, Malschitzky, Malszycki, Kokosz, Kokoschke, Kokoske, Kokoski, Leliwa odmienny): W polu błękitnym półksiężyc z twarzą srebrny, nad którym takaż gwiazda. Klejnot: nad hełmem bez korony gwiazda srebrna (lub złota) między rogami jelenimi czerwonymi (lub naturalnymi). Labry błękitne, podbite srebrem.
Według Uruskiego godło herbu winno być złote. Opinię Uruskiego przytacza Tadeusz Gajl razem z inną opinią, Bagmihla, że rogi w klejnocie powinny być srebrne.
Małszycki odmienny (Malchitzky, Księżyc odmienny): W polu błękitnym księżyc z twarzą srebrny w prawo, przed nim trzy takież gwiazdy w słup. Klejnot: nad hełmem bez korony gwiazda srebrna między dwoma rogami jelenimi naturalnymi. Labry błękitne podbite srebrem.

## Najwcześniejsze wzmianki
Wariant podstawowy pojawił się już na mapie Pomorza Lubinusa z 1618. Kolejne przekazy na temat tej wersji herbu podają następujący autorzy: Ledebur (Adelslexikon der preussichen Monarchie von...), Bagmihl (Pommersches Wappenbuch), Nowy Siebmacher, Emilian Szeliga-Żernicki (Der polnische Adel, Die polnische Stamwappen) oraz Seweryn Uruski (Rodzina. Herbarz szlachty polskiej). Wariant odmienny przytaczany tylko przez Bagmihla. Miał on być używany w późniejszym okresie (być może od XIX wieku).

## Rodzina Małszyckich
Drobna rodzina szlachecka wywodząca się ze wsi Małoszyce koło Lęborka. W latach 1354–1363 występował Maciej z Małoszyc. Wieś została sprzedana w 1507 miastu Lębork, zaś nazwisko Małoszycki występowało w innych wsiach w ziemi bytowskiej i lęborskiej. Wedle heraldyków niemieckich, Małszyccy używali pierwotnie nazwiska Kokoszka. Rodzina o takim nazwisku wymieniana była jako współwłaściciele Dziechlina na początku XVII wieku. W tym samym czasie, jako współwłaściciele Wargowa, występowali Małszyccy-Kokoszkowie (Masitzen oder Käkosken, Malschitzken (Kokoschen)). Prawdopodobnie pod koniec XVIII wieku nie mieli już Małszyccy żadnych włości ziemskich i utrzymywali się ze służby wojskowej. Małszyccy wydali kilku wysokich oficerów pruskich, w tym jednego generała majora, Petera Ewalda von Malschitzky. Nazwisko Małszycki albo Małoszycki nosi obecnie ponad sto osób, głównie na Pomorzu Gdańskim. Z racji podobieństwa herbów niewykluczone jest pokrewieństwo Małszyckich z Lostinami, Piotrochami i Wargowskimi.

## Herbowni
Małszycki (Malezitzki, Malschitke, Malschitz, Malschitzki, Malschitzky, Malszycki, Maltczitz, Małoszycki). Pierwotne nazwisko tej rodziny, zapisywane czasem jako przydomek, miało brzmieć Kokoszka (Kokoski, Kokosche, Kokoschke).